# Волжский судак
Волжский судак, или бёрш, или берш (лат. Sander volgensis, ср. нем. Barsch - окунь), — вид лучепёрых рыб из семейства окуневых (Percidae).

## Описание
Бёрш достигает длины 45 см и веса 1,2—2,9 кг. Внешне похож на судака, но в отличие от него не имеет клыков. Бёрш встречается в реках Каспийского, Азовского и Чёрного морей, выходит в Каспийское море. Бёрши держатся стаями, подобно обыкновенным судакам. Взрослый бёрш питается молодью рыб. Размер жертвы этой рыбы колеблются от 0,5 до 10 см.

## Синонимы
В синонимику вида входят следующие названия:
- Lucioperca sandra volgensis (Gmelin, 1789)
- Lucioperca volgensis (Gmelin, 1789)
- Perca volgensis Gmelin, 1789
- Sander volgense (Gmelin, 1789)
- Schilus pallasii Krynicki, 1832
- Stizostedion volgensis (Gmelin, 1789)